# محمد أبشير موسى
محمد أبشير موسى (بالصومالية: Maxamed Abshir Muuse)‏, (بالعربية: محاميد أبشير موسى)؛ 1 تموز / يوليه  1926 - 25 أكتوبر 2017) المعروف أيضا باسم محمد أبشير موسى، كان بارزا الصومالية الجنرال والقائد الأول لل قوة الشرطة الصومالية.

## السنوات المبكرة
وُلد أبشير موسى لعائلة صومالية وتلقى تدريبًا من الدرك الوطني الإيطاليكارابينييري.

## مهنة الجيش والشرطة
شق موسى طريقه ليصبح قائدًا في قوات الدفاع الصومالية من 1958 إلى 1960 ثم اختار الانضمام إلى قوة الشرطة الصومالية عند إنشائها وقاد القوة لمدة 9 سنوات حتى الانقلاب العسكري عام 1969.
استقال الجنرال موسى في عام 1969 قبل الانتخابات لأنه عارض العملية الانتخابية. وسجنه فيما بعد من قبل الدكتاتور العسكري سياد بري لتحدثه علانية ضد النظام. أصبح فيما بعد زعيم الجناح السياسي لقوات الدفاع عن جنوب السودان بينما قاد عبد الله يوسف أحمد الجناح المسلح من 1991 إلى 1998. كان هناك صراع على القيادة بين الحزبين، حيث حصل عبد الله يوسف على دعم المسؤولين العسكريين السابقين ومحمد أبشير موسى بدعم من السياسيين المرتبطين بالحكومة المدنية في الستينيات. توفي في 25 أكتوبر 2017 عن عمر يناهز 91 عامًا. أدى العقاب الجماعي الذي مارسه ضابطه كوزافارو إلى ظهور أول مقاومة مسلحة في الصومال تسمى كوفيا ذوب.

## روابط خارجية
- Mohamed، Hassan. "The Puntland Experience" (PDF). RadioDaljir. مؤرشف من الأصل (PDF) في 2012-03-16. اطلع عليه بتاريخ 2012-03-03.